# ژورژه آمادو
ژورژه لیال آمادو دِ فاریا (به پرتغالی برزیل: Jorge Leal Amado de Faria) (زادهٔ ۱۰ اوت ۱۹۱۲ در ایتابونا، باهیا، برزیل – درگذشتهٔ ۶ اوت ۲۰۰۱ در سالوادور، باهیا، برزیل) رمان‌نویس برزیلی است که بیشتر به خاطر نوشتن آثاری در شرح زندگی مردم زادگاهش، استان باهیای برزیل، مشهور است.

## زندگی
آمادو، در شهر باهیا در شمال شرق برزیل، متولد شد؛ شهری که با فرهنگ، موسیقی و اعتقادات مذهبی‌اش تأثیری عمیق بر بردگان آفریقایی ساکن کشورش داشت. او در کتاب‌هایش این میراث آفریقایی برزیلی را ثبت کرده و به ترکیب نژادهایی که هویت مردم‌شناسانهٔ کشورش را تعیین می‌کنند به عنوان عاملی مثبت، توجه کرده‌است.
آمادو، نخستین رمانش را سال ۱۹۳۱ نوشت؛ اما تا پایان این دهه، داستان‌های کوتاهش در فرانسه منتشر می‌شد. این موفقیت او در کشورهای دیگر بخشی به دلیل توانایی سیاسی اوست. او کمونیست بود و این مسئله کمک می‌کرد تا آثارش در اتحاد جماهیر شوروی منتشر شود و به دیگر کشورهای پشت پردهٔ آهنین راه یابد. اما همین عقاید سیاسی موجب شد تا در سال ۱۹۴۷ از کشورش تبعید شود. او به عنوان نمایندهٔ مجلس انتخاب شده بود و حزب کمونیست برزیل را پشت سرش داشت، با این حال، مجبور شد پنج سال در پاریس و چکسلواکی زندگی کند. او از این فرصت استفاده کرد و همراه همسرش با چهره‌های برجستهٔ منتقدی چون پابلو پیکاسو، ژان پل سارتر و سیمون دوبوار ارتباط برقرار کرد. به همین دلیل کتاب‌های اولیهٔ او بیشتر بر بی‌عدالتی اجتماعی تکیه دارد و از دیدگاه‌های سیاسی او تأثیر گرفت است. او نخستین کتاب برزیلی را که شخصیت اصلی آن یک سیاهپوست بود، در دههٔ ۱۹۳۰ نوشت و پس از آن فرودستان اجتماعی را در کتاب‌هایش زنده کرد.
در دههٔ ۱۹۵۰ پس از این که دنیا از جنایت‌های ژوزف استالین رهبر شوروی آگاه شد، او از فعالیت سیاسی کناره‌گیری کرد و مسیری جدید در نویسندگی در پیش گرفت و به جای توجه به ایدئولوژی بیشتر نگاه طنزآمیز را در پیش گرفت.

## فعالیت ادبی
ژورژه آمادو نویسندهٔ برزیلی در آثارش با نگاه دقیق به زندگی ثروتمندان و فقیران کشورش، برزیلی‌های سیاهپوست و دورگه‌ها، بچه‌های خیابانی، ماهیگیران، مهاجران، زنان و مردان کارگر و آن‌هایی که این افراد را به کار می‌گرفتند، فرهنگ کشورش را ثبت کرده‌است. او زمانی گفته بود: «هیچ توهمی دربارهٔ اهمیت آثارم ندارم، اما این آثار اگر ارزشی داشته باشند برای انعکاس واقعی زندگی مردم برزیل است». آمادو با خلق شخصیت‌های آثارش روح مردم کشورش را به تسخیر درآورد و با ترجمهٔ آثارش به ۴۹ زبان در ۵۵ کشور جهان، فرهنگ برزیل را به نقاط مختلف جهان برد.
ادواردو د آسیس د آرته نویسندهٔ کتاب «ژورژه آمادو: رومانس در عصر ناکجاآباد» دربارهٔ او می‌گوید: او مردم معمولی را از خیابان وارد مرکز کتابش کرد و آن‌ها را به عنوان قهرمان داستان‌هایش انتخاب کرد و به این ترتیب خوانندگان بی‌شماری برای آثارش به دست آورد.
این نویسندهٔ برزیلی که بیش از ۳۰ عنوان کتاب دارد، برای خود برزیلی‌ها نیز ناگفته‌های زیادی را در آثارش تجسم کرده‌است. به گفته ایلانا گلداستاین نویسندهٔ کتاب «برزیل پرفروش ژورژه آمادو: ادبیات و هویت ملی» او سؤال‌های مهمی را برای برزیل مطرح کرد که بازتاب‌دهندهٔ موضوع‌هایی چون نژادگرایی، روش‌های برزیلی برای ترکیب نگاه‌های متفاوت به اعتقادات مذهبی و نگاه به قانون از جمله آن‌ها بود.
آمادو خودش را قصه‌گو می‌دانست و سعی داشت با خلق سبک ادبی خاص خودش، توجه مردم را هرچه‌بیشتر به آثارش جلب کند. کتاب‌های او با شخصیت‌پردازی‌های غنی، اکشن و ملودرام، بر گفتگوهای افراد پایین جامعه و زبان محاوره ساخته شده‌است. به همین دلیل هم محققان دانشگاهی تا مدت‌ها آثار او را تحقیر می‌کردند و او را نویسنده‌ای سطح پایین می‌شمردند. درست به همین دلیل، بسیاری از آثار او به فیلم برگردانده شده و در قالب نمایش‌نامههای عامه‌پسند و مجموعه‌های تلویزیونی درآمده‌اند. آسیس دِ آرته در این باره می‌گوید: «این متن‌ها با پاراگراف‌های کوتاه، انگار برای اقتباس سینمایی خلق شده بودند».

## کتابشناسی
- ۱۹۳۱ — شهر کارناوال (به پرتغالی برزیل: O País do Carnaval)
- ۱۹۳۳ — کاکائو (به پرتغالی برزیل: Cacau)
- ۱۹۳۴ — عرق‌ریزان (به پرتغالی برزیل: Suor)
- ۱۹۳۵ — ژوبیابا (به پرتغالی برزیل: Jubiabá)
- ۱۹۳۶ — دریای مرده (به پرتغالی برزیل: Mar Morto)
- ۱۹۳۷ — سروان‌های شن‌زار (به پرتغالی برزیل: Capitães da Areia)
- ۱۹۴۲ — زندگی لویس کارلوس برستیس (به پرتغالی برزیل: Vida de Luís Carlos Prestes)
- ۱۹۴۳ — سرزمین بی‌پایان (به پرتغالی برزیل: Terras do Sem Fim)
- ۱۹۴۴ — سائو ژورژه دوس ایلیه‌ئوس (به پرتغالی برزیل: São Jorge dos Ilhéus)
- ۱۹۴۶ — برداشت سرخ (به پرتغالی برزیل: Seara Vermelha)
- ۱۹۵۴ — آزادی زیرزمینی (به پرتغالی برزیل: Os Subterrâneos da Liberdade)
- ۱۹۵۸ — گابریلا، میخک و دارچین (به پرتغالی برزیل: Gabriela, Cravo e Canela)
- ۱۹۵۹ — دو مرگ کوئینکاس بررو داگوا (به پرتغالی برزیل: A Morte e a Morte de Quincas Berro D'água)
- ۱۹۶۱ — ملوانان قدیمی و ناخدای مسافت‌های طولانی (به پرتغالی برزیل: Os Velhos Marinheiros ou o Capitão de Longo Curso)
- ۱۹۶۴ — چوپان شب (به پرتغالی برزیل: Os Pastores da Noite)
- ۱۹۶۶ — دونا فلور و دو همسرش (به پرتغالی برزیل: Dona Flor e Seus Dois Maridos)
- ۱۹۶۹ — چادر معجزات (به پرتغالی برزیل: Tenda dos Milagres)
- ۱۹۷۲ — تِرِسا باتیستا از جنگ خسته شده (به پرتغالی برزیل: Teresa Batista Cansada da Guerra)
- ۱۹۷۷ — تی‌یتای وحشی (به پرتغالی برزیل: Tieta do Agreste)
- ۱۹۷۹ — لباس شب پارچه‌کشباف متحدالشکل به‌خواب‌رفتن (به پرتغالی برزیل: Farda Fardão Camisola de Dormir)
- ۱۹۸۴ — کمین بزرگ (به پرتغالی برزیل: Tocaia Grande)
- ۱۹۸۸ — ناپدیدشدن سانتا (به پرتغالی برزیل: O Sumiço da Santa)
- ۱۹۹۲ — سرازیری (به پرتغالی برزیل: Navegação de Cabotagem)
- ۱۹۹۴ — کشف آمریکا توسط ترک‌ها (به پرتغالی برزیل: A Descoberta da América pelos Turcos)
- ۱۹۹۵ — همراه خدای اوگوم (به پرتغالی برزیل: O Compadre de Ogum)